# Грег Л. Семенза
Грег Л. Семенза (енгл. Gregg L. Semenza; Њујорк, 12. јул 1956) амерички је лекар, медицински истраживач и добитник Нобелове награде за физиологију или медицину 2019. за истраживање о томе како ћелије осећају промене доступног кисеоника и како се прилагођавају на њих.
Награду је поделио с Питером Џ. Ратклифом (енгл. Peter J. Ratcliffe) и Вилијамом Келином Млађим (енгл. William G. Kaelin Jr).

## Живот и каријера
Грег Л. Семенза је рођен у Њујорку 12. јула 1956. године. Високошколско образовање је стекао на Универзитету Харвард у Кембриџу, у савезној држави Масачусетс.
Докторске студије је наставио на Универзитету Пенсилванија у Филаделфији, где је и докторирао 1984. године.
По завршетку педијатријске обуке, почео је да ради на Универзитету Џонс Хопкинс у Балтимору, у Мериленду, где је и даље запослен.

## Истраживања и откриће
Иако се вековима разумела важност кисеоника, дуго није било познато како се ћелије прилагођавају променама нивоа истог. Почетком 1990-их, Грег Л. Семенза почео је да проучава како се ћелије прилагођавају променама нивоа кисеоника и тиме поставио темеље даљег истраживања.
Истраживање и рад и Грег Л. Семензе ускладили су се с радом Вилијама Келина Млађег и Питера Џ. Ратклифа, те су заједно открили како ћелије могу да осете променљиву доступност кисеоника и да се њој прилагоде.
Током 1990-их, идентификовали су молекуларну машинерију која регулише активност гена као одговор на различите нивое кисеоника.

### Нобелова награда
Шведска краљевска академија наука за добитнике Нобелове награде за физиологију или медицину 2019. године прогласила је Вилијама Келина Млађег, Грега Л. Семенза и Питера Џ. Ратклифа за истраживање о томе како ћелије осећају промену доступног кисеоника и како се њој прилагођавају. Ово истраживање изузетно је важно за борбу против рака, анемија и многих других болести.

### Значај открића
Саопштење шведског института у образложењу доделе награде:
„Основни значај кисеоника познат је вековима, али процес прилагођавања ћелија променама нивоа кисеоника дуго је остао мистерија. Овогодишња Нобелова награда награђује рад који је открио молекуларне механизме који су укључени у прилагођавање ћелија на променљиво снабдевање кисеоником у телу”.

## Приватни живот
Грег Л. Семенза је у браку са Лором Каш-Семенза, с којом се упознао на Универзитету Џонс Хопкинс.